# معتمدية الزاوية القصيبة الثريات
معتمدية الزاوية القصيبة الثريات إحدى معتمديات الجمهورية التونسية، تابعة لولاية سوسة.